# Emma Vyssotsky
Emma Vyssotsky   (Media, 23 d'octubre de 1894 - Winter Park, 12 de maig de 1975), nascuda Emma T. R. Williams, fou una astrònoma estatunidenca.

## Biografia
Va rebre un doctorat en astronomia pel Harvard College el 1930. Va passar la seva carrera a l'Observatori McCormick de la Universitat de Virgínia, on la seva especialitat era el moviment de les estrelles i la cinemàtica de la Via Làctia.
Es va casar amb l'astrònom d'origen rus Alexander Vyssotsky el 1929. Varen tenir un fill: Victor A. Vyssotsky (un matemàtic i científic de la computació) que va participar en el projecte Multics i va crear el joc d'ordinador Darwin.

## Guardons
Fou guardonada amb el Premi Annie Jump Cannon en astronomia per l'American Astronomical Society el 1946.